# 地球に近い太陽系外惑星の一覧

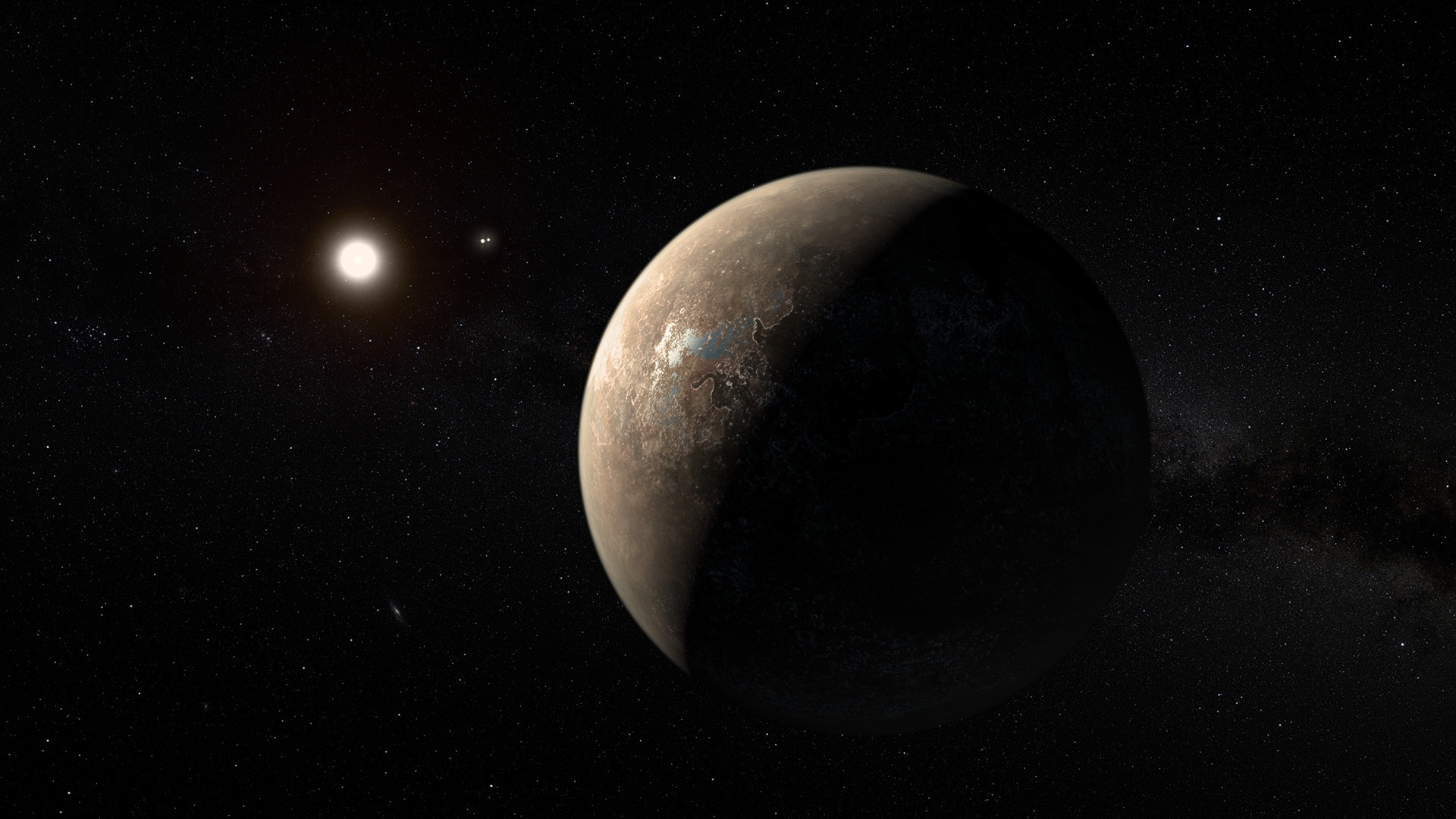
プロキシマ・ケンタウリbの想像図

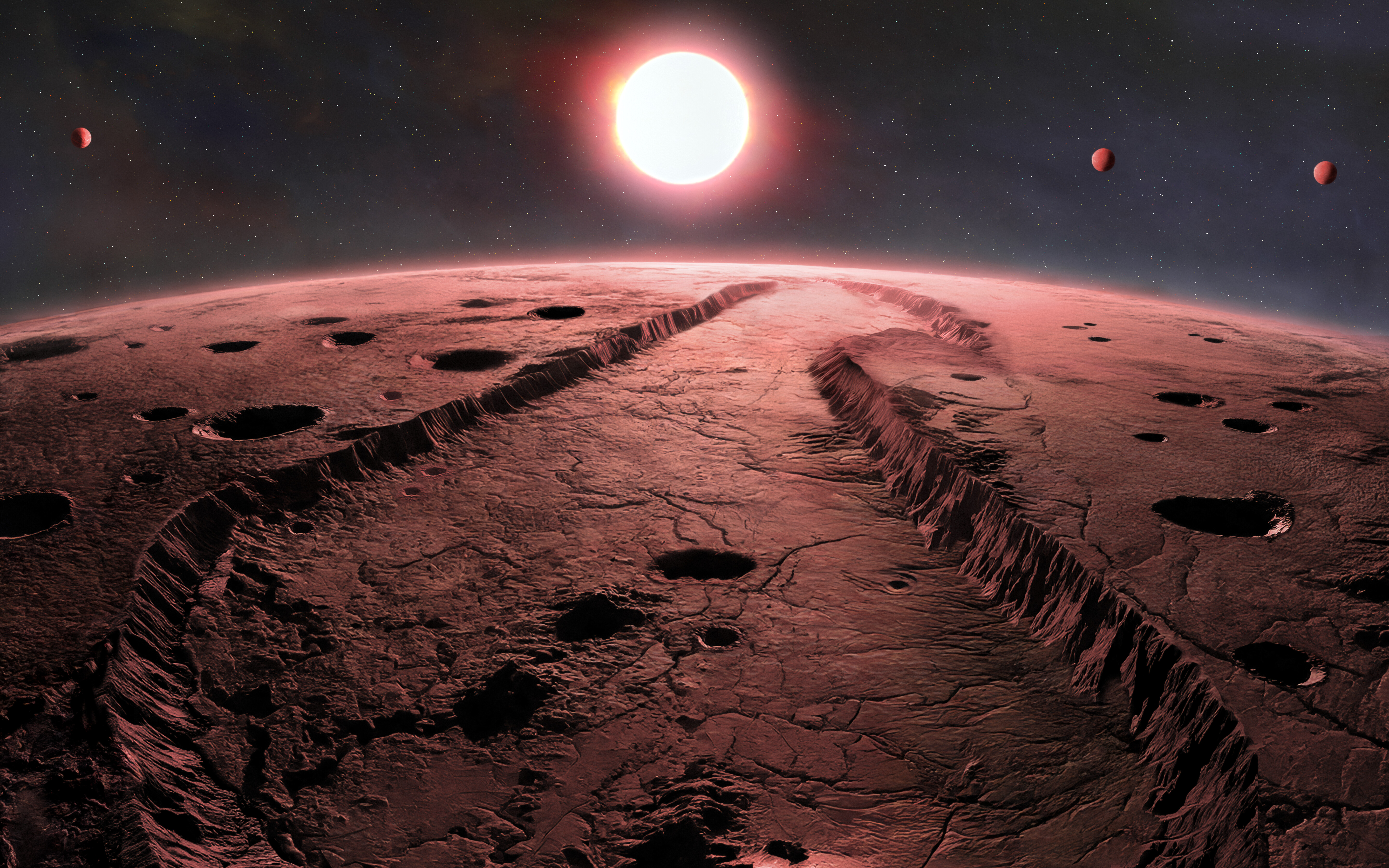
バーナード星系の惑星の想像図

以下は地球に近い太陽系外惑星の一覧（ちきゅうにちかいたいようけいがいわくせいのいちらん）である。地球から10パーセク未満の距離に存在する太陽系外惑星を記載する。一覧では地球から近い惑星系から順に記載していく。

## 凡例
- 褐色矮星またはその可能性が高いもの（木星質量の13倍を目安とする）は記載していない。
- グリーゼ近傍恒星カタログでの表記はすべて「GJ」にしている。（例: グリーゼ581 → GJ 581）
- 発見方法の欄にある「RV」はドップラー分光法、「T」はトランジット法、「I」は直接撮像法を表し、これら以外の発見方法は「O」で表す。
- 惑星の欄は予想される形態により以下の4色によって表されている。

| 地球型惑星 | 海王星型惑星 | 木星型惑星 | 不明 |

## 一覧
存在が確認されている惑星のみ記載する。候補の段階である惑星や、一度は確認されたものの後に存在が否定・疑問視され、未確認状態となっている惑星は記載しない。